# کلاه‌سبزها
کلاه‌سبزها (انگلیسی: The Green Berets) یک فیلم فیلم جنگی به کارگردانی جان وین و مروین لیروی است که در سال ۱۹۶۸ منتشر شد.

## بازیگران
- جان وین
- دیوید جانسن
- جیم هوتن
- آلدو ری
- جرج تاکی
- مایک هنری
- بروس کابوت
- پاتریک وین
- مایک هنری
- ریموند سنت ژاکوس
- چاک رابرتسون
- جس بارکر